# Панки (Люберцы)
Панки́ — бывшая деревня, потом рабочий посёлок под Москвой. Вошла в состав города Люберцы в 1934 году. В XXI веке — городской микрорайон Панки

## История
Деревня Панки упомянута в документах как минимум XVIII века, когда в 1771 году чума выкосила половину населения Люберец и Панков.
Во время войны 1812 года эта деревня стала местом боевого лагеря, куда отступили русские войска после сдачи Наполеону Москвы. 1 сентября 1812 года начальником главного штаба генерал-майором Ермоловым была подписана диспозиция на 2 сентября:

1-я и 2-я армии выступают в 3 часа пополуночи по Рязанской дороге к деревне Панки… Главная квартира быть имеет в дер. Панки

Здесь Кутузов обдумывал знаменитый Тарутинский марш-маневр.
В 1934 году, когда Люберцы получили статус города, Панки вошли в его состав.

## Инфраструктура
Промышленность
В районе Панко́в построена крупная промышленная железнодорожная станция Панки. В близлежащем посёлке Томилино размещено производство Московского вертолётного завода. Здесь же, в посёлке Малаховка, размещён Малаховский экспериментальный завод, производящий горнорудное оборудование.